# 皆野秩父バイパス

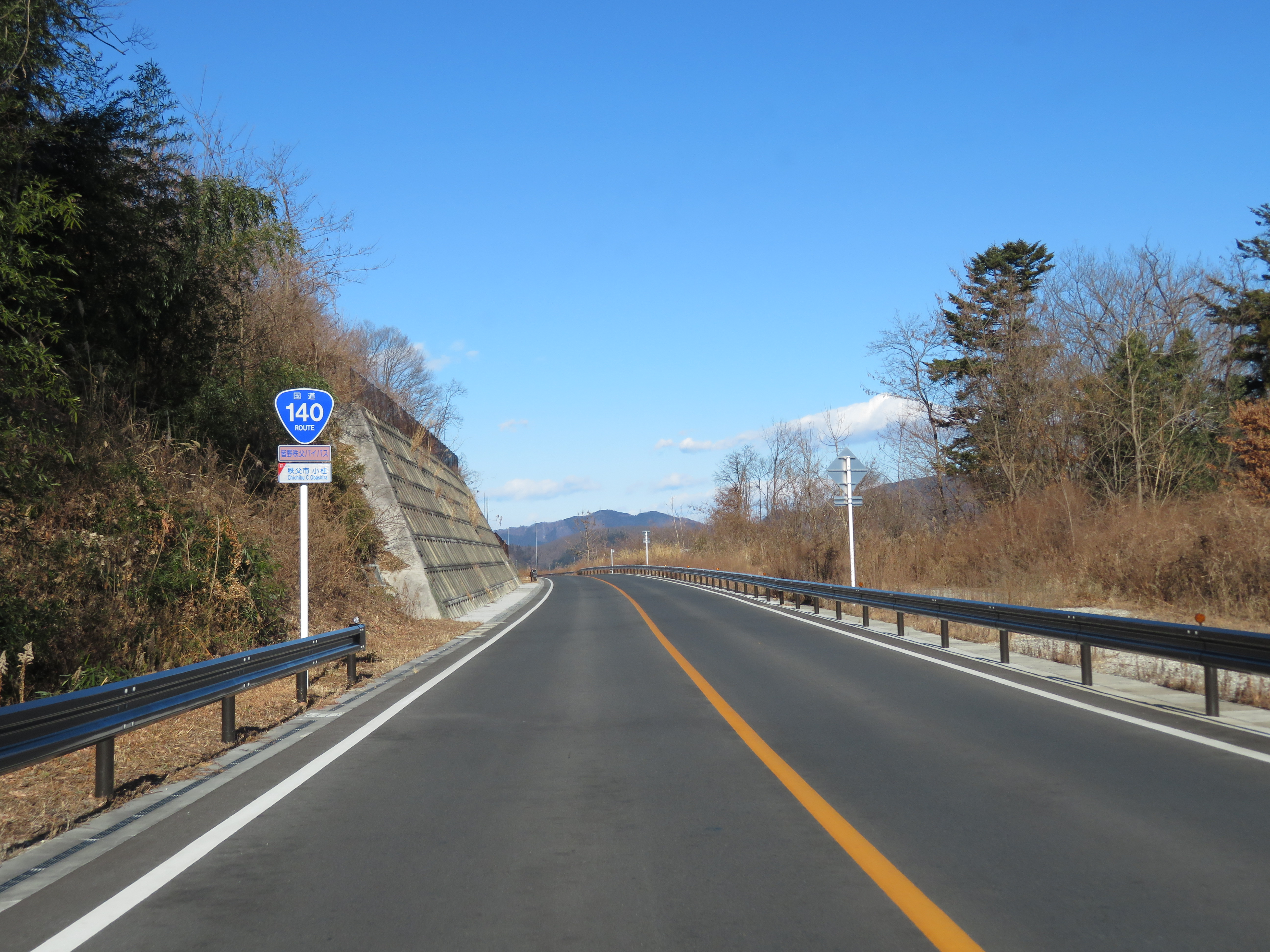
埼玉県秩父市小柱付近

皆野秩父バイパス（みなのちちぶバイパス）は、埼玉県秩父郡皆野町と秩父市とを結ぶ国道140号のバイパス道路であり、西関東連絡道路（地域高規格道路）構想の一部を構成する道路である。延長4.9km。2018年（平成30年）3月20日14時に全線開通した。
秩父市内における交通渋滞の緩和や秩父地域へのアクセス強化を目的として建設が進められた路線である。起点の皆野町大字皆野では皆野寄居バイパスの皆野大塚インターチェンジと接続する。また、終点の秩父市大字蒔田からは長尾根バイパスと接続する予定である。
最終的には完成4車線とする計画であるが、現在は暫定2車線となっている。

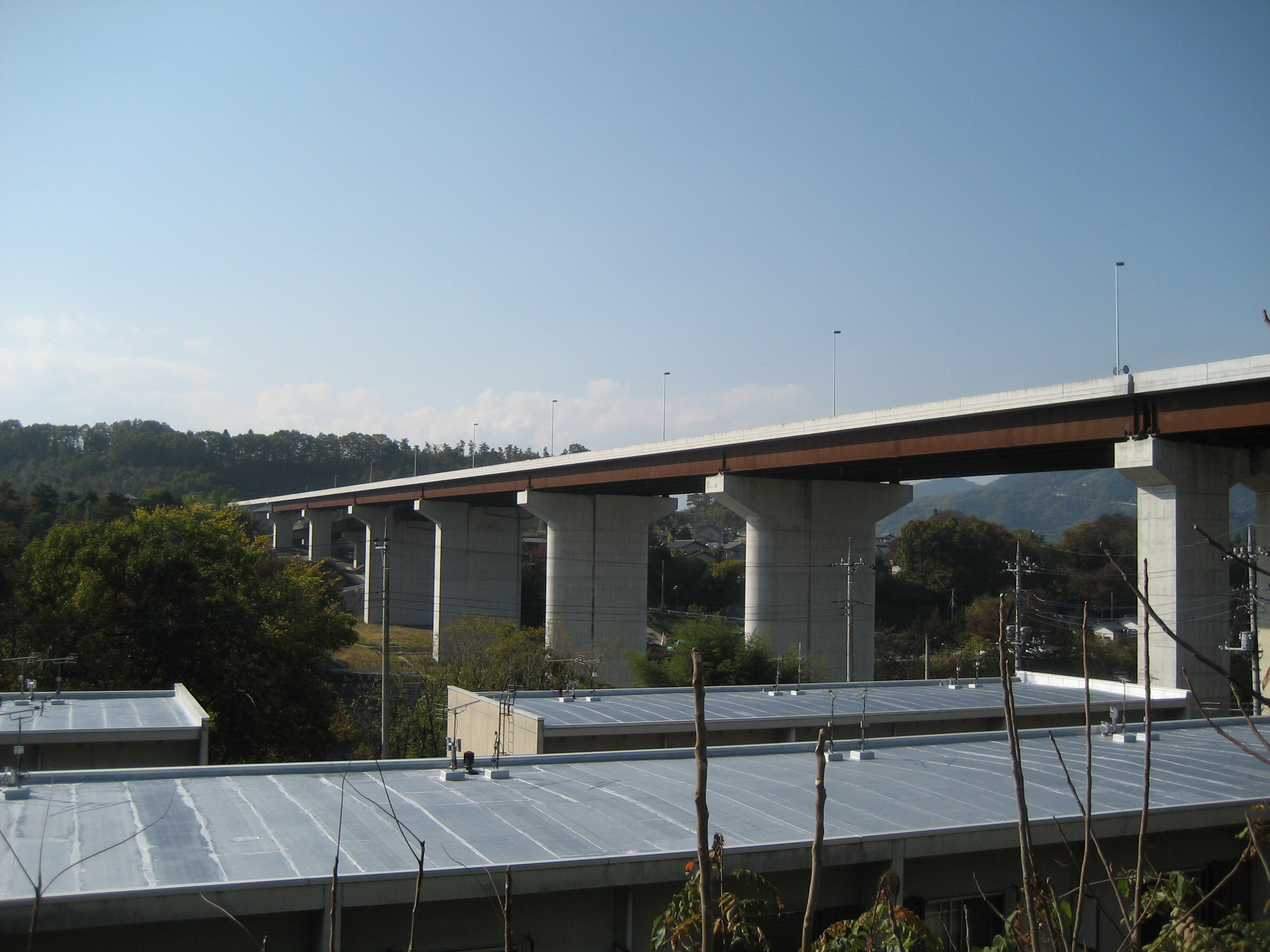
ランプ線新皆野橋
（現在は手前側に本線の秩父やまなみ大橋が架かる）

皆野寄居バイパスとは異なり有料区間は設けられないが、歩行者・自転車・小型特殊自動車は通行禁止となる。

## 概要
- 路線名：一般国道140号
- 起点：埼玉県秩父郡皆野町大字皆野
- 終点：埼玉県秩父市大字蒔田
- 延長：4.9km
- 規格：第3種第2級
- 道路幅員：暫定8.0m（完成16.5m ）
- 車線数：暫定2車線（完成4車線）
- 車線幅員：3.25m
- 設計速度：60 km/h
- 事業費：約188億円（第一期 約170億円、第二期 約18億円）[1]

## 沿線概況
皆野大塚インターチェンジからは、本線の秩父やまなみ大橋と国道140号現道と接続したランプ線の新皆野橋が平行し、埼玉県道206号皆野停車場線（接続なし）、秩父鉄道、荒川を超え、ランプ線が埼玉県道44号秩父児玉線と接続し、秩父小柱インターチェンジへ至り、ランプ線が合流。
トンネルを3つ抜けると、埼玉県道270号吉田久長秩父線と接続する秩父蒔田インターチェンジへ至る。ここまでが第1期区間である。秩父小柱 - 秩父蒔田間は、西側に2つのゴルフ場が隣接しており、その敷地に沿うように皆野秩父バイパスが走っている（ゴルフ場への接続は無い）。
第2期区間では、ここから更に進み、国道299号（長尾根バイパス予定地）へと乗り入れて終点となる。
なお、そのまま国道299号を小鹿野方面へと進むと、秩父市街を避け、反対側から秩父ミューズパークへアクセスできる（当面国道140号現道への接続がないことから、当バイパスの整備効果としては関越自動車道花園インターチェンジから皆野寄居バイパス及び当バイパスを経由することによるミューズパークへのアクセス時間短縮を謳っている）。

## 歴史
- 2010年10月24日 - 新皆野橋（ランプ部・延長0.7 km）が開通[3]。
- 2017年3月25日 - 第一期区間（皆野大塚IC - 秩父蒔田IC間）が開通[2]。
- 2018年3月20日 - 第二期区間（秩父蒔田IC - 上蒔田交差点間）が開通[1]。

## インターチェンジ一覧（本線）
- IC番号欄の背景色が■である部分については道路が供用済みの区間を示している。
- （数字）は、他路線の番号。
- 英略字は以下の項目を示す。
IC：インターチェンジ、BR：橋

| 皆野寄居バイパスに接続                                     |                  |                                  |     |     |                      |
|                                                            | 皆野大塚IC       | 国道140号 埼玉県道44号秩父児玉線 | 0.0 | 4.9 | 寄居方面のみ         |
| BR                                                         | 秩父やまなみ大橋 |                                  | ↓   | ↑   | ランプ線新皆野橋並走 |
|                                                            | 秩父小柱IC       | 埼玉県道44号秩父児玉線 国道140号 | 1.3 | 3.6 | 秩父方面のみ         |
|                                                            | 秩父蒔田IC       | 埼玉県道270号吉田久長秩父線      | 4.0 | 0.9 | 寄居方面のみ         |
|                                                            | 上蒔田交差点     | 国道299号（秩父市街･飯能方面）   | 4.9 | 0.0 |                      |
| 国道299号小鹿野･神流方面（将来的には長尾根バイパス）に接続 |                  |                                  |     |     |                      |

上記IC・交差点以外に、他の道路・施設との接続点は無い。
皆野大塚IC - 秩父小柱IC間はランプ部の新皆野橋（489m）のみ2010年10月24日に供用開始しており、皆野寄居バイパス・国道140号本線と荒川対岸の県道44号秩父児玉線を連絡する役目を暫定的に果たしていた。
新皆野橋に隣接して、両IC間を繋ぐ本線用の秩父やまなみ大橋（725.5 m）が架橋されており、秩父小柱IC以遠の本線開通と同時に供用開始し、皆野寄居バイパスと皆野秩父バイパスが直結された。
終点の上蒔田交差点付近は、国道299号のみが通っていたが、皆野秩父バイパス建設時に、皆野秩父バイパスと国道299号小鹿野方面が直進方向となり、そこに国道299号秩父市街方面が接続されるように構造を変えている。これは、かつてこの先に続く想定だった秩父小鹿野バイパスが、国道299号小鹿野方面の一部区間を活用し、地域高規格道路の規格になるよう改築する形で建設される方針だったためである。しかし、秩父小鹿野バイパス構想はその先のルートの費用対効果の面で断念、長尾根バイパス計画に転換され、国道299号小鹿野方面の改築は行われないまたは行うとしてもごく一部の区間に限られることになった。

## 接続するバイパスの位置関係
（熊谷方面）国道140号バイパス - 皆野寄居バイパス - 皆野秩父バイパス - 長尾根バイパス - 大滝トンネル - 雁坂トンネル有料道路 - 甲府山梨道路（甲府方面）